# Antoni Blay i Fontcuberta
Antoni Blay i Fontcuberta (Barcelona, 1924 - 1985) fou un psicòleg, precursor de la psicologia transpersonal.
Graduat a l'Escola d'Alts Estudis Mercantils, estudià a la Facultat de Medicina de la Universitat de Barcelona, però, profundament interessat per la psicologia, deixà la medicina per centrar-se en la psicologia, la qual no formava part de la universitat en aquells anys. Es diplomà en psicologia i psicotècnia per la Universidad Complutense de Madrid i era membre de la Sociedad Española de Psicologia. Abocat a l'estudi de la psicologia, Antoni Blay indica que "cansat de teories, de punts de vista, d'opinions, de creences, un dia vaig fer la resolució de deixar de costat absolutament tot el que m'havien dit, explicat i llegit, i que jo em dedicaria a investigar per mi mateix, i que només acceptaria allò que jo pogués viure i experimentar directament". S'interessà per la psicologia coetània, incloent-hi els aspectes humanístics, però també pels camins i mètodes de l'experiència transcendent occidentals i orientals que conegué i experimentà en diverses estades i viatges.
Desenvolupà un mètode pràctic que permet redescobrir i experimentar personalment la identitat profunda de la persona, sense necessitat de fer referència a cap teoria o creença. Es dedicà a difondre les seves propostes i experiències a través de cursos i conferències. Transmeté en aquests cursos i conferències la seva pròpia experiència personal i l'explicà en més d'una trentena d'obres publicades. Proposa Antoni Blay, un procés de treball interior que aborda des de la superació de les dificultats psicològiques fins a la realització i actualització del Ser.

## Obres (selecció)
- Curs de psicologia de l'autorealització. Barcelona : La Llar del Llibre, 1987.
- Ser. Curso de Psicología de la Autorrealización. Barcelona: Ediciones Indigo, 1993.
- Conciencia, existencia y realización: lecciones y diálogos. Barcelona: Ediciones Indigo, 1995
- Despertar y sendero de realización. Una trayectoria personal. Barcelona: Ediciones Indigo, 2010.
- La Personalidad creadora : técnicas psicológicas y liberación interior. Barcelona : Sincronía JNG Editorial, 2017 (2ª ed)
- Creatividad y plenitud de vida. Barcelona: Iberia, 2016. (5ª ed.)
- El Trabajo interior : técnicas de meditación. Barcelona : Sincronía JNG Editorial, 2016. (2ª ed.)
- Tensión, miedo y liberación interior. Barcelona : Sincronía Editorial, 2017 (3ª ed.)